# Quartetti per archi n. 7-9 (Beethoven)
I tre quartetti per archi Rasumovsky (o "Razumovsky") op. 59 sono stati composti da Ludwig van Beethoven nel 1805-1806 su commissione del conte Andrej Kirillovič Razumovskij, ambasciatore russo a Vienna:
- Quartetto per archi n. 7 in Fa maggiore, op. 59, n. 1
- Quartetto per archi n. 8 in Mi minore, op. 59, n. 2
- Quartetto per archi n. 9 in Do maggiore, op. 59, n. 3

Questi sono i primi tre lavori di quelli che generalmente sono conosciuti come i quartetti del periodo centrale della vita compositiva di Beethoven. Completano la serie dei "quartetti centrali" l'op. 74 e l'op. 95.

## Storia
Beethoven compose i quartetti Razumovsky durante un periodo particolarmente prolifico. All'epoca, infatti, era impegnato nella revisione del Fidelio e nella stesura del Concerto per pianoforte e orchestra n. 4, della Sinfonia n. 4, del Concerto per violino e orchestra e dell'ouverture Coriolano. L'attività di Beethoven tra il 1800 e il 1804, ossia tra i quartetti per archi dell'Op.18 e i Quartetti Razumovsky, si era volutamente concentrata sul genere sinfonico e sui concerti, a scapito delle sonate per pianoforte e dei quartetti d'archi, perché il compositore voleva essere percepito dal pubblico come allo stesso livello di Haydn e di Mozart.
Nel 1805 l'ambasciatore russo presso la corte di Vienna, Andrej Razumovskij, diede incarico a Beethoven di comporre alcuni quartetti. Razumovskij era ammiratore di Haydn, ma anche un mecenate finanziatore e lui stesso musicista: secondo violino in un quartetto per archi, nel 1808 prese il posto del principe Felix von Lichnowski alla testa del Quartetto Schuppanzigh. Beethoven aveva già l'intenzione di comporre dei quartetti e c'erano già state delle trattative iniziali prima del 1805; il fratello di Beethoven, Kaspar Karl, che gestiva i rapporti con gli editori, nell'ottobre 1804 aveva scritto all'editore Breitkopf & Härtel: "Potreste darmi anche la vostra opinione sui quartetti per violino e su quanti potrebbero essere, se due o tre. Non potrei darveli subito, ma potrei fissarveli" Beethoven fu probabilmente ispirato a comporre nuovi quartetti da Ignaz Schuppanzigh, che stava programmando a Vienna un ciclo di concerti di musica da camera per l'inverno 1804/1805. Schuppanzigh aveva già eseguito in prima assoluta i quartetti di Beethoven, con cui era in ottimi rapporti tanto che il compositore era solito chiamarlo scherzosamente "Falstaff".
Nel novembre 1804, Kaspar Karl Beethoven scriveva ancora a Breitkopf & Härtel: "Non so dirvi ancora nulla di preciso sui quartetti, ma appena saranno finiti vi scriverò subito".. Beethoven però iniziò a lavorare sui quartetti solo il 26 maggio 1806, come risulta dalla nota autografa sul Quartetto n. 7, il primo della serie, che fu completato a luglio 1806. Gli altri due quartetti furono completati a novembre dello stesso anno. Di tutti i quartetti composti da Beethoven, i Quartetti Razumovsky sono quelli per cui è sopravvissuto il minor numero di appunti.
Sebbene Beethoven non potesse ancora distaccarsi del tutto dalla nobiltà, da cui dipendeva economicamente, all'epoca della stesura dei quartetti era alla ricerca di nuovo pubblico tra la borghesia, le cui idee socio-politiche erano più vicine alle sue.

## Scrittura
Dal punto di vista musicale, con i Quartetti Razumovsky Beethoven esplorò "una nuova strada".
Beethoven usa un caratteristico tema russo nei primi due quartetti, in onore del principe che li aveva commissionati. Nell'op. 59 n. 1, il tema russo è il principale motivo dell'ultimo movimento; nell'op. 59 n. 2 il tema russo è nella sezione "B" del terzo movimento, lo scherzo (e questo è molto simile ad un tema usato anche da Musorgskij nel suo Boris Godunov).
Diversamente dai precedenti n. 1 e n. 2, nel quartetto op. 59 n. 3 non v'è, nella partitura, un riferimento esplicito ad un tema russo, ma molti critici nel soggetto del secondo movimento, l'Andantino, distinguono i tratti tipici della musica russa.
I tre quartetti vennero pubblicati contemporaneamente, in un'unica serie, nel 1808 a Vienna.